# District historique des Holden Properties
Le district historique des Holden Properties (en anglais : Holden Properties Historic District) est un district historique américain à Lubbock, dans le comté de Lubbock, au Texas. Également appelé Adobe Row, il est composé de maisons individuelles dans le style Pueblo Revival, parmi lesquelles la William Curry and Olive Price Holden House. Il est inscrit au Registre national des lieux historiques depuis le 29 mai 1998.